# ويليام إليس (لاعب كريكت)
ويليام إليس (28 أغسطس 1876 في المملكة المتحدة - 22 يناير 1931 في المملكة المتحدة)  (بالإنجليزية: William Ellis)‏ هو لاعب كريكت بريطاني (وحمل سابقاً جنسية المملكة المتحدة لبريطانيا العظمى وأيرلندا). لعب مع نادي مقاطعة ديربيشاير للكريكت ‏.